# Lijst van partners van koningen van Castilië
Dit is een lijst van de echtgenotes (echtgenoten) van de koningen (koninginnen) van Castilië en Castilië en León